# I Robot
|  | Aquest article tracta sobre un disc d'Alan Parsons Project. Si cerqueu la novel·la d'Isaac Asimov, vegeu «Jo, robot». |

I Robot és un disc de rock progressiu enregistrat el 1976 per The Alan Parsons Project, amb els enginyers de so Alan Parsons i Eric Woolfson al capdavant. Va ser realitzat sota el segell Arista i el 1984 en va sortir una nova versió remasteritzada en CD. Es basa en la novel·la Jo, robot d'Isaac Asimov.
La darrera cançó del disc, "Genesis Ch.1 v.32", no és un versicle de la Bíblia. El primer capítol del Gènesi, el primer llibre de la Bíblia, té només 31 versicles, després ja comença el capítol segon. El context de l'àlbum, els robots prenen la plaça de l'home, té a veure amb aquest títol. En el primer capítol del Gènesi s'explica com Déu crea el món, l'home… i en certa manera s'afegeix com crea els robots.
A la caràtula interior es pot llegir: "Jo robot… la història de la pujada de la màquina i el declivi de l'home, amb el qual paradoxalment coincideix amb la descoberta de la roda… i amb el perill que el domini humà del planeta pugui acabar, perquè ha triat crear els robots amb la seva imatge."
En el versicle 27 del primer capítol del Gènesi es pot llegir: "I Déu va crear l'home a la seva Fitxer: amb la imatge de Déu els va crear: l'home i la dona Déu els va crear."
La fotografia de la portada es va realitzar a l'interior d'una terminal de l'aeroport Charles de Gaulle. Les terminals tenen forma de donut i des de qualsevol part de la terminal es pot agafar una cinta transportadora que passa per dintre d'un túnel per anar als pisos superiors o inferiors, raó per la qual n'hi ha tants entrecreuats.

## Llista de temes
Els temes instrumentals estan marcats amb un asterisc. Els bonus tracks que van aparèixer en l'àlbum de 30 aniversari estan marcats amb un doble asterisc.
1. "I Robot"* – 6:02
2. "I Wouldn't Want to Be Like You" – 3:22
3. "Some Other Time" – 4:06
4. "Breakdown" – 3:50
5. "Don't Let It Show" – 4:24
6. "The Voice" – 5:24
7. "Nucleus"* – 3:31
8. "Day After Day (The Show Must Go On)" – 3:49
9. "Total Eclipse"* – 3:09
10. "Genesis Ch.1 v.32"* – 3:28
11. "Boules (I Robot Experiment)"** - 1:59
12. "Breakdown (Early Demo of Backing Riff)"** - 2:09
13. "I Wouldn't Want to Be Like You (Backing Track Rough Mix)"** - 3:28
14. "Day After Day (Early Stage Rough Mix)"** - 3:40
15. "The Naked Robot"** - 10:19

## Crèdits
- David Paton: baix i guitarra acústica.
- Stuart Tosh: percussió.
- Ian Bairnson: guitarra elèctrica i acústica
- Eric Woolfson, Alan Parsons, Duncan Makay: piano
- B.J. Cole: steel guitar
- John Leach: cimbalom ikantele
- Lenny Zakatek, Allan Clarke, Steve Harley, Jack Harris, Peter Straker and Jaki Whitren, Dave Townsend: veus
- Produït i enginyer de so Alan Parsons

## Llistes
| Any  | Llista            | Posició |
| ---- | ----------------- | ------- |
| 1977 | The Billboard 200 | 9       |
| 1977 | UK Albums Chart   | 30      |